# 임성군
임성군 이호생(任城郡 李好生, ? - ?)은 조선의 왕족으로, 조선 제2대 왕 정종의 열한번째 서자이다. 시호는 정혜(靖惠)이다.

## 생애
정종의 서자이자, 11남으로 생모는 숙의 지씨(淑儀 池氏)이다. 정부인으로는 군부인 평창 이씨(郡夫人 平昌李氏)이다. 첩이 낳은 장녀와 정부인 이씨에게 후사가 없어 정종의 9남인 석보군의 아들인 곡성군 금손(鵠城君 金孫)이 있다. 평소에 효성과 우애가 뛰어났으며 성품이 공손하고 온순하며 검소하므로 당시의 모든 사람들이 흠앙하고 공경하였다.

## 가족관계
- - 부 : 정종
  - 모 : 숙의 지씨(淑儀 池氏)
    - 형 : 의평군 원생(義平君 元生)
    - 형 : 선성군 무생(宣城君 茂生)
    - 여동생 : 함양옹주(咸陽翁主)
    - 정부인 : 군부인(郡夫人) 평창 이씨(平昌 李氏) - 군수(郡守) 증좌찬성(贈左贊成) 이계동(李繼童)의 딸
      - 장남(양자) : 곡성군 이금손(鵠城君 李金孫) - 정종의 9남인 석보군의 아들

    - 측실 : 이름 미상
      - 서녀 : 제주 고씨 고계건(高繼乾)의 처